# Mireille d’Ornano
Mireille d’Ornano (ur. 29 czerwca 1951 w Angoulême) – francuska polityk i samorządowiec, działaczka Frontu Narodowego, posłanka do Parlamentu Europejskiego VIII kadencji.

## Życiorys
Zawodowo związana z instytucją zajmującą się medycyną pracy w departamencie Isère. W latach 80. należała do gaullistowskiego Zgromadzenia na rzecz Republiki. Następnie dołączyła do Frontu Narodowego. Od 1989 do 1995 była radną Grenoble, ponownie wybrana w 2014. W 2010 weszła w skład rady regionu Rodan-Alpy.
W 2014 Mireille d’Ornano uzyskała mandat deputowanej do PE VIII kadencji. Dołączyła do think tanku Les Patriotes, który założył Florian Philippot. We wrześniu 2017 wraz z nim opuściła Front Narodowy.